# Josef Püttner
Josef Carl Berthold Püttner (* 25. července 1821, Planá u Mariánských Lázní - 29. července 1881, Vöslau u Vídně) byl rakouský malíř marin a krajinář.

## Život
Jako malíř byl autodidakt. V mládí pracoval v porcelánce v Karlových Varech. Během života hodně cestoval - 1846-47 do Říma a Nizozemí, 1852-53 na Island, s lodní společností JC Godeffroy & Sohn sídlící v Hamburku navštívil Jižní i Severní Ameriku. Od roku 1861 byl členem vídeňského Künstlerhaus, roku 1869 se usadil ve Vöslau u Vídně a získal titul dvorního námořního malíře.

## Dílo

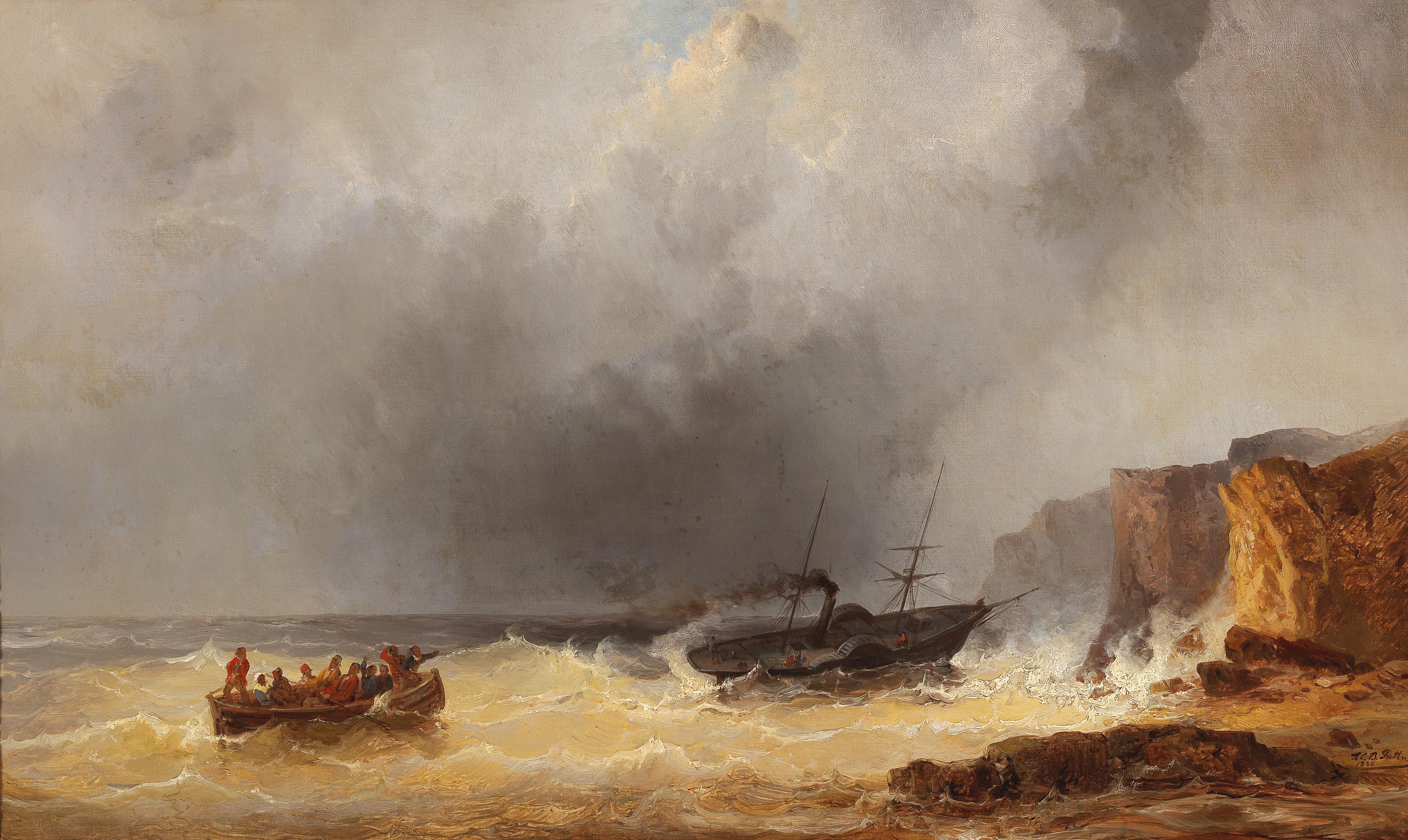
Ztroskotání parníku, 1858
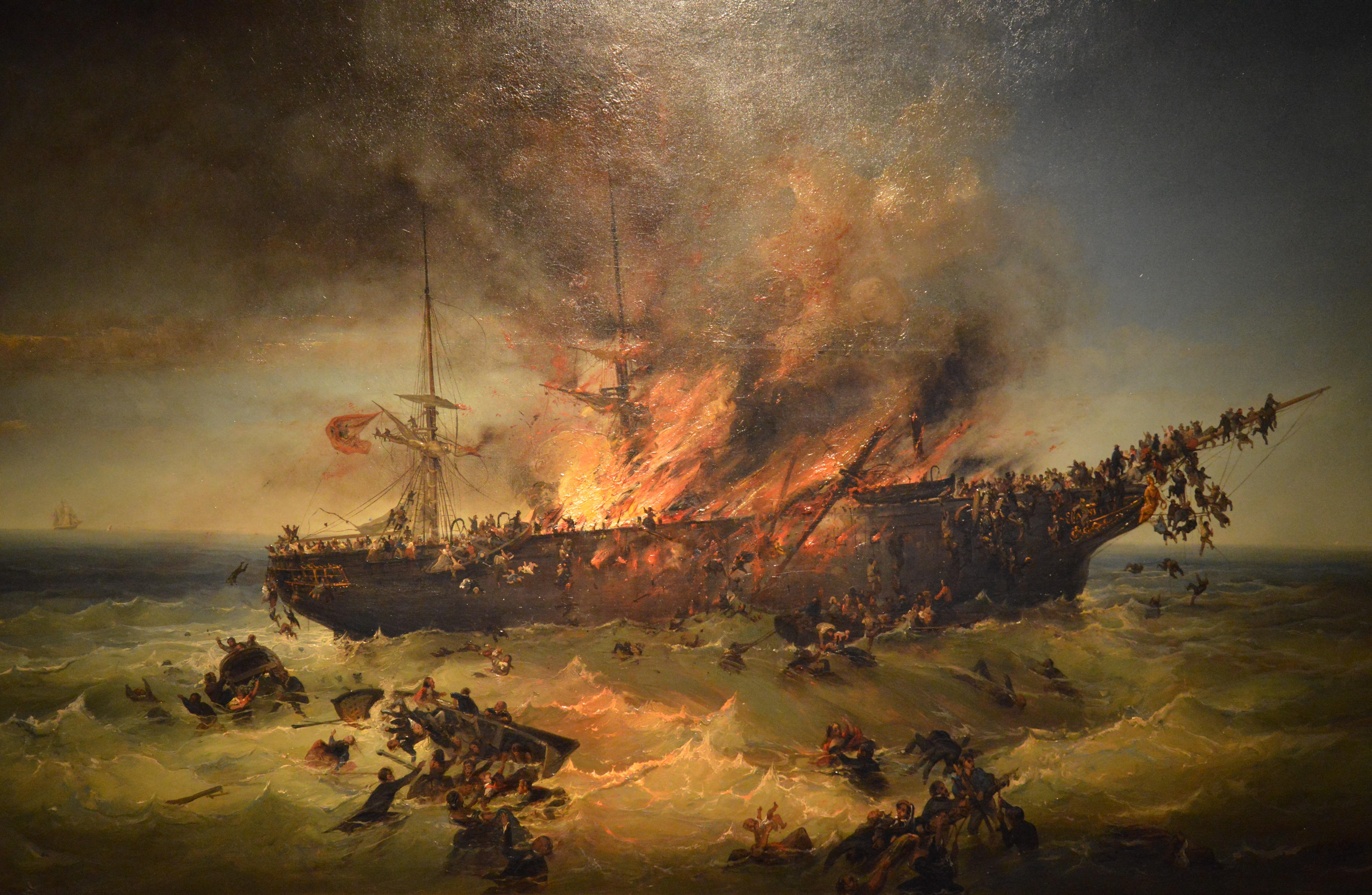
Ztroskotání lodi Austria s uprchlíky, 1858
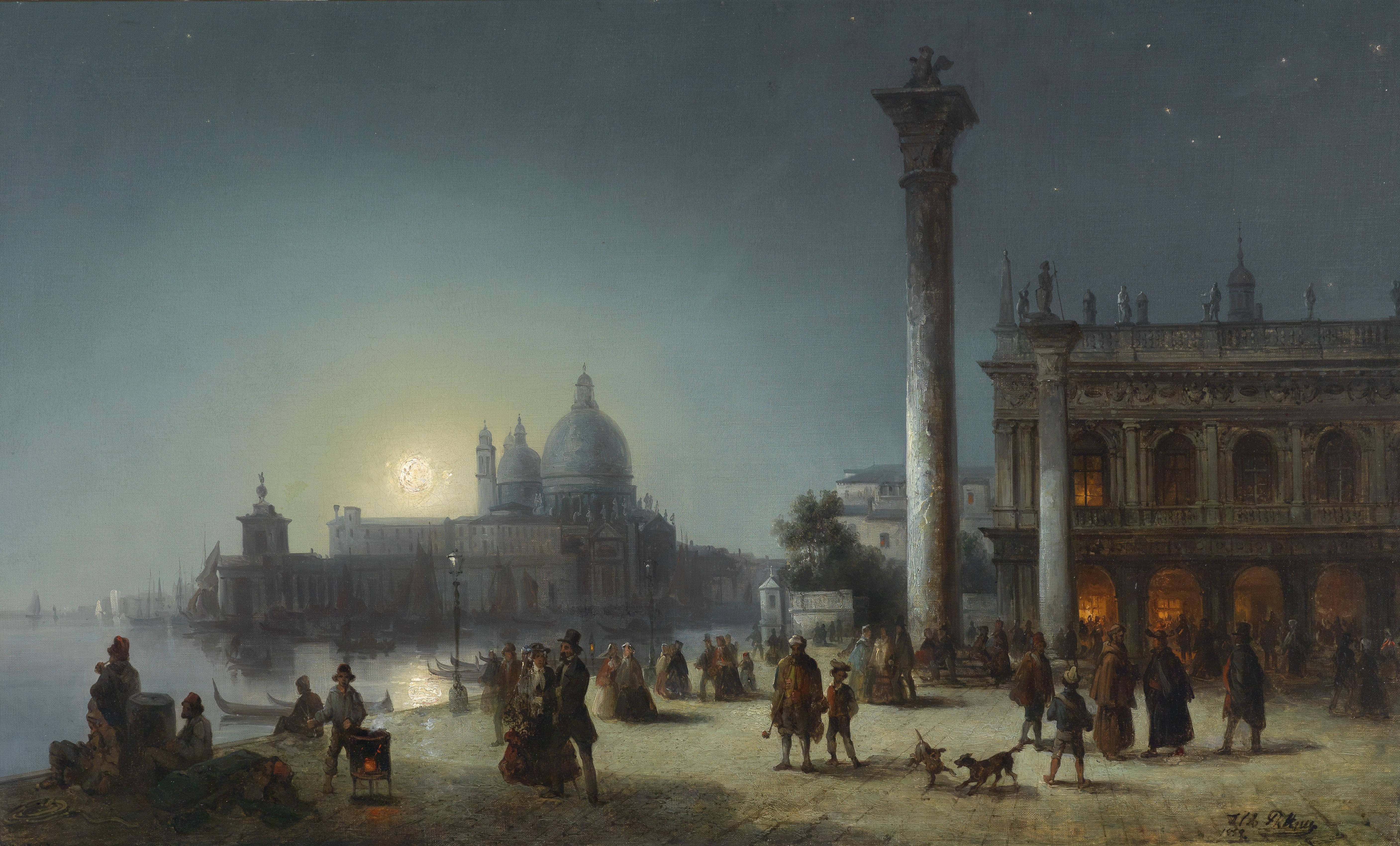
Náměstí sv. Marka 1859
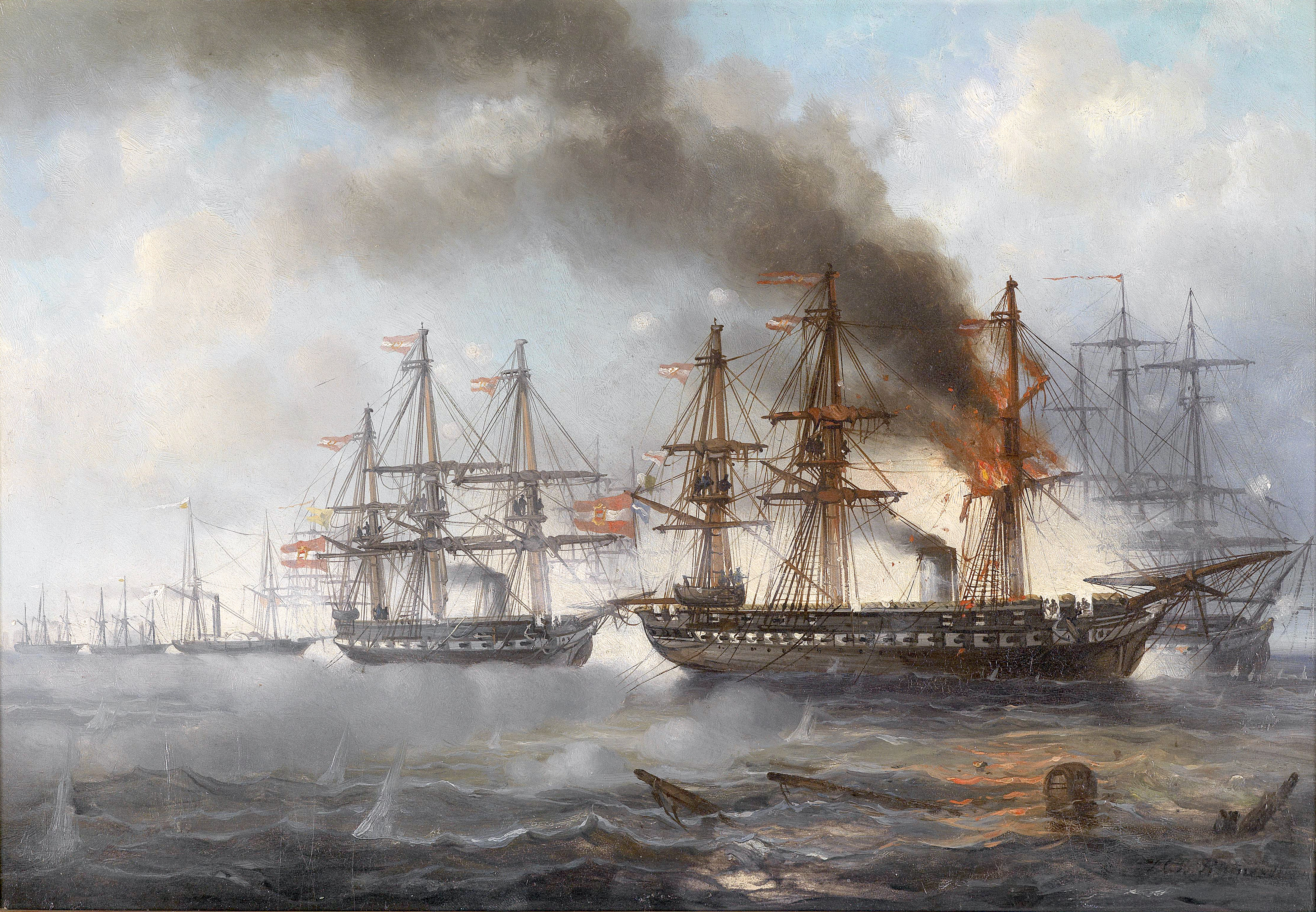
Bitva u Helgolandu, 1864

### Známá díla
- Večer na mořském pobřeží, 1868, Národní galerie v Praze, odkaz Josefa Hlávky[1]

### Zastoupení ve sbírkách
- Národní galerie v Praze
- Muzeum umění Olomouc
- Muzeum města Brna
- Památník národního písemnictví